# マウド・ハリス
マウド・ハリス（Maude Harris、1907年8月15日 - 2021年5月3日存命確認）は、アメリカ合衆国のスーパーセンテナリアン。アメリカ・ミネソタ州在住にした長寿の女性。アメリカ国内ではテルマ・サトクリフに次いで2番目の長寿者だった。

## 人物
1907年8月15日、ミネソタ州にジョンとスウェーデン生まれのエレンの間に生まれる。父の祖母はノルウェー出身だった。1938年にガイ・ハリスと結婚。1940年時点で子供はいなかった。103歳の時にはジャクソン記念病院で生まれた未熟児のために帽子とセーターを編んだという記録がある。またこの当時は一人暮らしをしていた。年齢は2019年11月17日に検証された。
2021年5月3日に最後に存命が確認された。